# Municipio de Deep River (Iowa)
El municipio de Deep River (en inglés: Deep River Township) es un municipio ubicado en el condado de Poweshiek en el estado estadounidense de Iowa. En el año 2010 tenía una población de 473 habitantes y una densidad poblacional de 4,85 personas por km².

## Geografía
El municipio de Deep River se encuentra ubicado en las coordenadas 41°33′46″N 92°21′1″O / 41.56278, -92.35028. Según la Oficina del Censo de los Estados Unidos, el municipio tiene una superficie total de 97.56 km², de la cual 97,54 km² corresponden a tierra firme y (0,02 %) 0,02 km² es agua.

## Demografía
Según el censo de 2010, había 473 personas residiendo en el municipio de Deep River. La densidad de población era de 4,85 hab./km². De los 473 habitantes, el municipio de Deep River estaba compuesto por el 100 % blancos. Del total de la población el 0 % eran hispanos o latinos de cualquier raza.